# Jens Ingwersen
Jens Ingwersen (fød 17. august 1871 på Aggersbøl, Øster Snede Sogn, død 10. oktober 1956 i København) var en dansk arkitekt i overgangstiden mellem nyklassicisme og funktionalisme. Han var arkitekt for telefonselskabet KTAS og er manden bag de fleste af dette selskabs bygninger.
Ingwersen var søn af godsejer Johannes Ingwersen (død 1878) og hustru Camilla f. Jacobsen. Han gik på Metropolitanskolen, tog i 1888 4. klasses hovedeksamen, kom derefter i murerlære samtidig med uddannelsen på Det tekniske Selskabs Skole i København, hvorfra han tog afgang 1895, samme år blev han optaget på Kunstakademiet, arbejdede allerede i studietiden på forskellige tegnestuer, bl.a. hos Vilhelm Dahlerup 1893-94, hos Gotfred Tvede 1894-96 og hos Fritz Koch 1896-1905 samt i perioder hos Caspar Leuning Borch, som i særlig grad fik betydning for hans udvikling. Han fik afgang fra Kunstakademiet 1906 og havde allerede fra 1905 selvstændig virksomhed i København, fra 1919 med Jørgen V. Jepsen som kompagnon.
Ingwersen var i sine første arbejder præget af Fritz Koch, men har senere fulgt en mere klassicistisk linje, navnlig i de mange telefoncentraler i København og provinsen. Hans arbejder viser en omsorgsfuld akademisk indstilling, og han søger gerne at indordne sine facader i gadebilledet som fx i KTAS's nybygning i Larslejstræde. En friere udformning har Ingwersen forsøgt ved landbrugsbyggeri på de store gårde, bl.a. den store avlsbygning på Hvidkilde.
Han var Ridder af Dannebrog og medlem af bestyrelsen for Kunstindustrimuseet. Ingwersen forblev ugift.

## Udstillinger
- Kunstnernes Efterårsudstilling 1904
- Charlottenborg Forårsudstilling 1904 og 1918
- Landsudstillingen i Århus 1909
- Berlin 1910-1911
- Leipzig 1913
- Bygge- og Boligudstilling i Forum 1929

## Arbejder
Sin hovedvirksomhed har Ingwersen haft som arkitekt for Københavns Telefon A/S, for hvem han (sammen med Jørgen V. Jepsen) har opført:
- Hovedbygningen (nu "Telefonhuset"), Nørregade 21-25 (1909, på grundlag af præmieprojekt af Fritz Koch)
- Boligejendom Husumgade 10-12, Nørrebro, 1903-04, udført af stukkatør H.C.Scheidig[2]
- Bygningerne Nørre Voldgade 38 og Larslejsstræde 6 (1938, præmieret af Foreningen til Hovedstadens Forskønnelse 1939)
- Nybygning, Borups Allé, København (1950, sammen med Jørgen V. Jepsen og Mogens Irming)
- Samtlige telefoncentralbygninger i København og på Sjælland, bl.a.:
  - Central Hellerup, Svanemøllevej 112, Hellerup (1925, præmieret af Gentofte Kommune)
  - Central Ryvang, Vennemindevej 39, Østerbro, København (1926-27)
  - Central Øbro, Rosenvængets Allé 11, Østerbro, København (1932)
  - Central Nora, Blågårdsgade 8/Baggesensgade 16, Nørrebro, København (1933)
  - Central Rødovre, Rødovre (1936)
  - Central Gentofte, Adolphsvej 59, Gentofte (1937)
  - Central Kastrup, Tårnbyvej 11, Kastrup (1954, efter hans tegning)
  - Central Nærum, Rundforbivej 190, Nærum (1957, efter hans tegning)

Andre værker:
- Udvidelsen af Roskilde Adelige Jomfrukloster (1907)
- Villa Ryborg for kammersanger Vilhelm Herold, Ryvangs Allé 22, Hellerup (1908-10 og udvidet 1936)
- Trøstens Bolig i Hindegade 9, København (1910)
- Gesandt Frits Cramers villa i Høyrups Allé 12, Hellerup (præmieret af Gentofte Kommune 1913)
- Dams Hotel og Dampskibsselskab i Rønne (1914)
- Rungstedgård (1916)
- Seinhusgård (1918)
- Hovedbygningen på Stenhus (1916)
- Villa, Øster Allé 31, København (1919)
- Hovedbygningen på Kattrup (1925)
- Villa, Antoinettevej 3, Valby (1925)
- Villa, Olesvej 15 i Vedbæk (1929)
- Genopbygning af Hvidkilde avlsgård (efter brand 1932) (1. præmie, sammen med Jørgen V. Jepsen)
- Udvidelse af Gammel Wiffertsholm, Aalborg Amt (1940)
- Søgård hovedbygning under Gjorslev
- Roholte Skole
- Lindeskovgård under Espe
- Adskillige avlsgårde og funktionærboliger

### Ombygninger og restaureringer
- Restaurering af riddersal og kapel på Gavnø (1910 og 1913)
- Bækkeskov (1914)
- Krengerup (1917 og 1942)
- Hvidkilde (1919)(1941)
- Skørringe (ca. 1920)
- Gammel Wiffertsholm (ca. 1920)
- Kragerup ved Ruds Vedby (1920)
- Løgismose på Fyn (ca. 1920)
- Rygård (1922)
- Modernisering af Rosenvold (1928-30)
- Pandebjerg
- Thotts Palæ, Kongens Nytorv (Det franske Udenrigsministeriums æresmedalje 1929)

### Projekter
- Den Danske Frimurerordens bygning (kaldet Stamhuset), Blegdamsvej, København Ø (1920, Holger Rasmussen vandt arkitektkonkurrencen)
- Har desuden givet tegning til kunstindustri, bl.a. jubilæumsskeer for hofjuvelerer A. Michelsen.